# Zygmunt Mossoczy

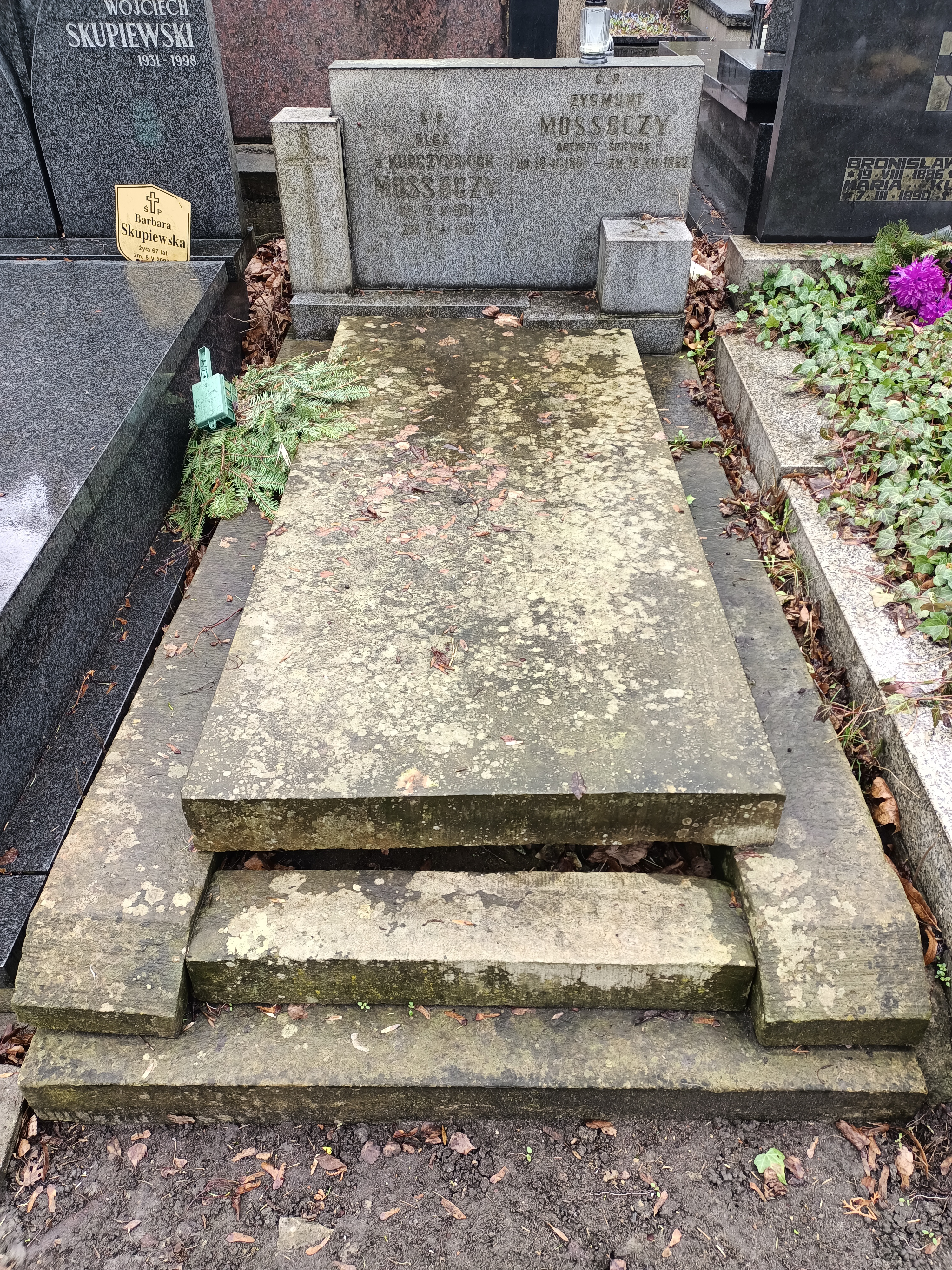
Grób Zygmunta Mossoczego na Cmentarzu Powązkowskim.

Zygmunt Mossoczy (ur. 18 lutego 1881 w Przemyślu, zm. 18 grudnia 1962 w Warszawie) – polski śpiewak operowy, bas.

## Życiorys
Syn Romualda i Ludwiki z domu Tudorowicz. Ukończył gimnazjum w Nowym Sączu, w 1899 roku zapisał się na Wydział Przyrodniczy Uniwersytetu Jagiellońskiego. Śpiewu uczył się u Wiktora Barabasza. W latach 1900–1905 uczył się w konserwatorium muzycznym we Lwowie pod kierunkiem Walerego Wysockiego. Ukończył także studia chemiczne na Politechnice Lwowskiej.
Jako śpiewak operowy zadebiutował w 1903 roku na deskach Teatru Miejskiego we Lwowie rolą Hundinga w Walkirii Richarda Wagnera. W 1905 roku wyjechał do Mediolanu, gdzie kontynuował studia wokalne pod kierunkiem Teresy Arklowej, a w sezonie 1905/1906 występował na scenie Teatro Lirico, gdzie kreował rolę Stolnika w Halce Stanisława Moniuszki. Po powrocie do kraju występował w latach 1906–1908 ponownie w Teatrze Miejskim we Lwowie. W sezonie 1908/1909 był członkiem zespołu operowego Warszawskich Teatrów Rządowych. W latach 1909–1911 występował we Włoszech i w Anglii. Od 1911 do 1915 roku występował w Teatrze Wielkim w Warszawie. Podczas I wojny światowej został jako obywatel austriacki internowany i zesłany w głąb Rosji. Od 1917 do 1918 roku uczył śpiewu w szkole muzycznej we Włodzimierzu.
W latach 1918–1934 związany ze sceną Teatru Wielkiego w Warszawie, od 1931 do 1934 roku pełnił tam funkcję dyrektora administracyjnego. W latach 1918–1920 uczył śpiewu w szkole muzycznej prowadzonej przez Towarzystwo im. Fryderyka Chopina. Był jednym z członków założycieli Związku Artystów Scen Polskich, w latach 1920–1924 i 1926–1928 był członkiem jego zarządu. W latach 1934–1936 zajmował się pracą pedagogiczną, jedynie sporadycznie występując na scenie. Podczas II wojny światowej udzielał prywatnie lekcji śpiewu, został ranny w powstaniu warszawskim. Od 1949 roku pracował jako korepetytor przy Zespole Pieśni i Tańca Wojska Polskiego. 
Dysponował głosem basowym o rozległej skali. Do jego popisowych ról scenicznych należały m.in. Don Basilio w Cyruliku sewilskim, Rocco w Fideliu, Landgraf w Tannhäuserze, Król Marek w Tristanie i Izoldzie, Pimen w Borysie Godunowie.
Został pochowany na cmentarzu Powązkowskim w Warszawie (kwatera 124-5-26).